# Ja Song Nam
 (février 2016).
Si vous disposez d'ouvrages ou d'articles de référence ou si vous connaissez des sites web de qualité traitant du thème abordé ici, merci de compléter l'article en donnant les références utiles à sa vérifiabilité et en les liant à la section « Notes et références ».
Ja Song Nam, né le 28 mars 1954, est un diplomate nord-coréen. Il est représentant permanent de la Corée du Nord auprès de l'Organisation des Nations unies depuis 2014.

## Carrière diplomatique et formation
Ja Song Nam est diplômé de l'université des relations internationales de Pyongyang, où il a étudié de 1978 à 1983. De 1998 à 2000, Il a été directeur général adjoint du département chargé de la réunification nationale, ainsi que responsable de secteur et chef de division entre 1983 et 1998. De 2004 à 2005, Ja Song Nam a servi en tant que chargé de recherche principal au ministère des Affaires étrangères de la RPDC, après avoir été, de 2000 à 2004, conseiller à la mission permanente de la république populaire démocratique de Corée auprès des Nations unies, à New York. De 2011 à 2014, Il était directeur général du département chargé de la réunification nationale et directeur de l’Institut pour le désarmement et la paix au ministère des Affaires étrangères de la RPDC, fonctions qu’il a également occupées de 2005 à 2006. Entre 2006 et 2011, il a occupé les fonctions d’ambassadeur de la RPDC au Royaume-Uni.

## Vie privée
Il est marié et père de plusieurs enfants.